# Donald E. Baxter
Pour les articles homonymes, voir Baxter.
Donald Erskine Baxter, né le 26 août 1882 à Southington, Ohio (en) et mort le 30 juillet 1935 à Glendale en Californie, est un médecin, ingénieur et scientifique américain.
Responsable du Bureau de la tuberculose de la Croix-Rouge américaine en France durant la Première Guerre mondiale, il fut ensuite envoyé en Chine par la Fondation Rockefeller pour superviser les travaux de construction de l'école de médecine de l'Université de Pékin. Ayant vu là-bas de nombreux patients mourir de déshydratation, à son retour aux États-Unis, il a développé et breveté la première méthode pour produire en masse des pochettes pour perfusion par voie intraveineuse de liquides stériles. En 1931, il fonda la Don Baxter Inc. pour la fabrication et la commercialisation de ces pochettes. Son nom est resté associé à ces perfusions communément appelées « baxter ».
Le 27 janvier 1930, il se marie à Hollywood en Californie avec Delia Beardsley Dantzler.
En 1959, Delia Baxter a créé la Donald E. Baxter Foundation à la mémoire de son mari ; au décès de Delia en 1982, la fondation est devenue la Donald E. and Delia B. Baxter Foundation.

## Sources
- Stanford School of Medecine
- Histoire de la perfusion